# Goča Trapaidze
Goča Važajevič Trapaidze (gruzínsky გოჩა ვაჟას ძე ტრაპაიძე, rusky Гоча Важаевич Трапаидзе; * 9. května 1976 Tbilisi) je bývalý gruzínský fotbalový obránce či záložník.

## Hráčská kariéra
Nejvyšší soutěž hrál v Gruzii, v České republice, na Ukrajině a v Ázerbájdžánu. S Dinamem Tbilisi vyhrál dvakrát gruzínský titul (1993/94 a 1994/95). Zahrál si také v MSFL za FC Zeman Brno.

## Ligová bilance
| Ročník                            | Zápasy | Góly | Minuty | Klub               |
| --------------------------------- | ------ | ---- | ------ | ------------------ |
| Umaglesi Liga 1993/94             | 12     | 0    | –      | Dinamo Tbilisi     |
| Umaglesi Liga 1994/95             | 3      | 0    | –      | Dinamo Tbilisi     |
| Umaglesi Liga 1996/97             | 13     | 3    | –      | Dinamo Batumi      |
| Umaglesi Liga 1997/98             | 15     | 5    | –      | Sioni Bolnisi      |
| I. liga 1998/99                   | 5      | 0    | 87     | FC Karviná         |
| Umaglesi Liga 1998/99             | 12     | 1    | –      | Kolcheti Poti      |
| Umaglesi Liga 1999/00             | 25     | 2    | –      | Kolcheti Poti      |
| Premjer-liha 2000/01              | 24     | 4    | –      | Tavrija Simferopol |
| Premjer-liha 2001/02              | 25     | 3    | –      | Tavrija Simferopol |
| Premjer-liha 2002/03              | 14     | 0    | –      | Tavrija Simferopol |
| Premjer-liha 2003/04              | 4      | 0    | –      | Volyň Luck         |
| Azərbaycan Premyer Liqası 2004/05 | 29     | 0    | –      | Karvan İK          |
| Azərbaycan Premyer Liqası 2005/06 | 25     | 1    | –      | Karvan İK          |
| Azərbaycan Premyer Liqası 2006/07 | 5      | 0    | –      | Karvan İK          |
| Azərbaycan Premyer Liqası 2007/08 | 19     | 0    | –      | Karvan İK          |
| CELKEM 1. LIGA                    | 230    | 19   | –      |                    |